# إليزابيث هاميلتون هانتينغتون
إليزابيث هاميلتون هانتينغتون (بالإنجليزية: Elizabeth Hamilton Huntington)‏ هي رسامة أمريكية، ولدت في 8 أكتوبر 1878 في برينتري في الولايات المتحدة، وتوفيت في 1963.